# أنت فقط تعيش مرتين (فلم)
أنت فقط تعيش مرتين (بالإنجليزية: You Only Live Twice) هو فيلم جاسوسية تم إنتاجه في بريطانيا سنة 1967 . وهذا الفيلم من بطولة شون كونري.

## الميزانية والإيرادات
بلغت تكلفة إنتاج الفيلم حوالي 10.3 مليون دولار بينما حقق أرباحا تقدر بـ 101 مليون دولار.

## روابط خارجية
- مقالات تستعمل روابط فنية بلا صلة مع ويكي بيانات